# Emil Rathenau
Emil Moritz Rathenau (11. december 1838 i Berlin − 20. juni 1915) var en tysk virksomhedsleder, der grundlagde elektronikvirksomheden AEG.

## Biografi
Emil Rathenau var født i en velhavende jødisk familie. Han blev selv allerede i 1865 medejer af en fabrik, og mens han var på rejse for denne, fik han øjnene op for elektriciteten, der var stærkt på vej frem i samfundet. Med hjælp fra banker fik han rettighederne til at fremstille produkter, som Thomas Edison havde patenter til. I 1883 dannede han "Deutsche Edison-Gesellschaft für angewandte Elektricität", der i 1887 blev til "Allgemeine Elektricitäts-Gesellschaft" (AEG). 
I 1903 blev han direktør for AEG. Sammen med sin konkurrent og forretningspartner Werner von Siemens dannede han "Telefunken Gesellschaft für drahtlose Telegraphie mbH", og Rathenau havde også en række poster i bestyrelsen for "Berliner Handels-Gesellschaft und der Elektrizitäts AG vorm. W. Lahmeyer & Co.".
I privatlivet blev han i 1866 gift med Mathilde Nachmann, datter af en bankmand fra Frankfurt. De fik to sønner, Erich og Walther Rathenau. Sidstnævnte blev selv industrimand samt politiker og progressiv økonom.